# Harold Bolingbroke Mudie
Harold Bolingbroke Mudie (Londres, 30 de janeiro de 1880 - Forges-les-Eaux, 6 de janeiro de 1916) foi um esperantista inglês e um corretor de ações na Royal Stock Exchange de Londres. Foi o primeiro presidente da UEA em 1908.
Mudie se tornou um esperantista no ano de 1902, após ler sobre o Esperanto na revista The Review of Reviews . De acordo com a Série XXIII do Diretório (1903), ele era o esperantista 7491 e estava listado com endereço em Kensington .

## Atividade de publicação
Em novembro de 1903, Mudie fundou o jornal The Esperantist , com garantia financeira de William Thomas Stead. O jornal, conseguiu lhe gerar lucros. Quando o The Esperantist se fundiu com o The British Esperantist em janeiro de 1906, ele se juntou ao comitê editorial. Ele trabalhou duro para a edição do Novo Testamento em Esperanto.

## Escritórios no Movimento Esperanto Britânico e Internacional

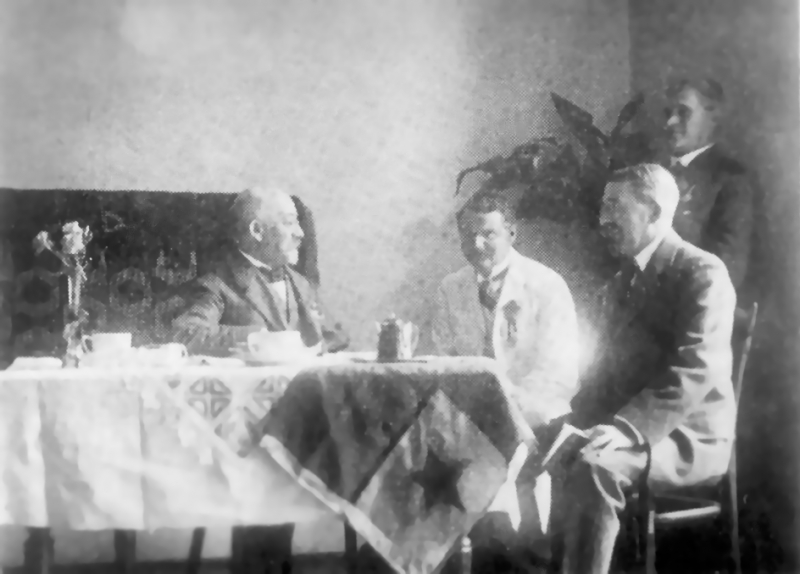
LL Zamenhof, Harold Bolingbroke Mudie, Maurice Rollet de l'Isle e Joseph Silbernik em 1912

Harold fez parte da equipe organizadora " Três pelo Terceiro " do 3º Congresso Universal (Reino Unido) em Cambridge (1907). Ele primeiro começou como o vice-presidente e depois (1912 a 1916) como o presidente da Associação Britânica de Esperanto . No ano 1908 Harold tornou-se presidente da recém-fundada Associação Universal de Esperanto ( UEA ). Eduard Stettler o chamou de "Presidente nato" pelas suas habilidades retóricas.
Já no ano de 1905 foi nomeado pelo Zamenhof como um membro do primeiro (até 1906 ainda temporário) Comitê de Línguas  .
Fez muitas viagens no intuito de fazer propaganda estrangeira e visitou oito Congressos Universais .
No ano de 1912, ele estabeleceu, às suas próprias custas, o Prêmio Presidencial BEA por escrever teses.

## Primeira Guerra Mundial
Após o início da Primeira Guerra Mundial no ano de 1914,  Harold ingressou no exército e teve uma carreira curta. Devido suas competências linguísticas, Harold foi inicialmente aceito como um intérprete, porém muito em breve, devido às suas comprovadas capacidades organizacionais, recebeu uma comissão com a patente de tenente no departamento de reequipamento do exército britânico.

## Morte
Em janeiro de 1916, o capitão Harold morreu em um acidente de carro na França . Mudie volta ao acampamento militar na noite de quinta-feira, 6 de janeiro (provavelmente por volta das nove horas) junto com o Tenente-Coronel Petre. Chegaram a uma passagem de nível ferroviária em L'Épiney, Roncherolles-en-Bray, e tiveram que acordar o atendente, que saiu e abriu as barreiras . As barreiras se abriram, o carro avançou. Nesse momento, o atendente percebe que o trem está atrasado e ainda não passou, e que está se aproximando. O trem correu até o carro. Mudie morreu imediatamente, o motorista (um soldado francês, M. Augrand) morreu a caminho da ambulância e o coronel Petre ficou gravemente ferido  .
Em seu túmulo no cemitério de Forges-les-Eaux está o seguinte texto: "FILANTROPISTA PRESIDENTE DAS ASSOCIAÇÕES BRITÂNICAS E UNIVERSAIS DE ESPERANTO".
LL Zamenhof  disse sobre sua morte:
Profunde kortuŝis min la malĝoja novaĵo pri la malfeliĉa morto de nia kara amiko Mudie, kiun mi ĉiam alte estimis kaj profunde amis. Por Esperanto tio estas neriparebla perdo.

Al U.E.A. mi esprimas mian tutkoran kondolencon.

Ĉar mi bedaŭrinde ne havas la eblecon tion fari, mi petas vin, komuniki al la gepatroj de l' mortinto la esprimon de mia profunda simpatio. En la koroj de multaj miloj la nomo de ilia brava kaj nobla filo ĉiam restos nelorgeseble vivanta.— L.L. Zamenhof, 1916

## Consequências
Somente em 1919 foi eleito um novo presidente da UEA, nomeado como o ex-vice-presidente Hector Hodler .